# Wach auf, mein Herz, und singe

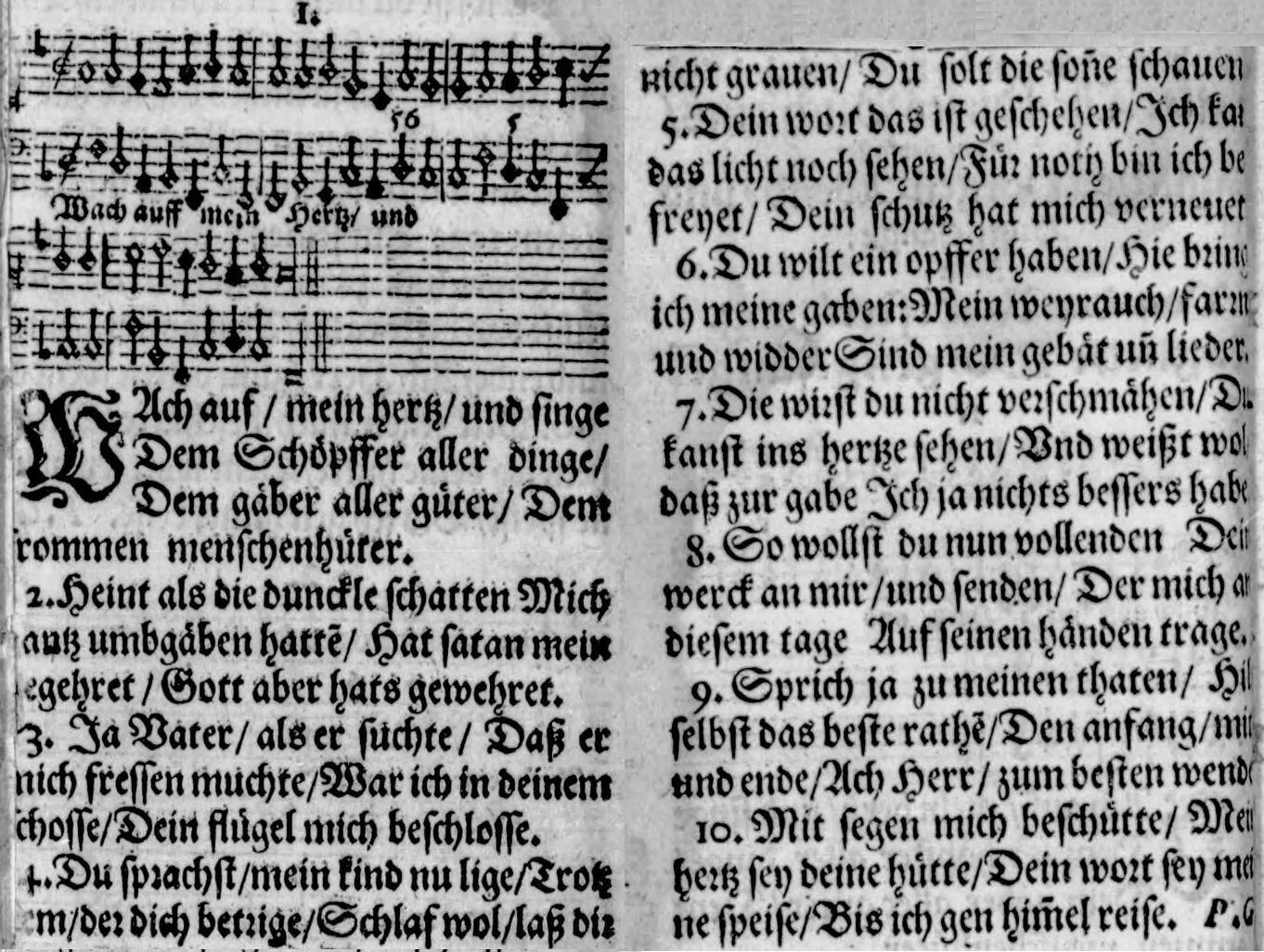
Wach auf, mein Herz, und singe in Praxis Pietatis Melica, 5. Auflage 1653; dort das erste Lied

Wach auf, mein Herz, und singe ist ein bekanntes evangelisches Kirchenlied. Der Text stammt von Paul Gerhardt. Er wurde erstmals 1647 in der unter dem Titel Praxis Pietatis Melica erschienenen zweiten Ausgabe von Johann Crügers Gesangbuch gedruckt.

## Text
Das Lied ist ein Morgen- und Dankgebet. Es umfasst in der heute gebräuchlichen Version im Evangelischen Gesangbuch (EG) neun Strophen; ausgelassen ist Paul Gerhardts Originalstrophe 3.
| 1. Wach auf, mein Herz, und singe dem Schöpfer aller Dinge, dem Geber aller Güter, dem frommen Menschenhüter. 2. Heut, als die dunklen Schatten mich ganz umgeben hatten, hat Satan mein begehret; Gott aber hat’s gewehret. 3. Du sprachst: „Mein Kind, nun liege, trotz dem, der dich betrüge; schlaf wohl, lass dir nicht grauen, du sollst die Sonne schauen.“ 4. Dein Wort, das ist geschehen: Ich kann das Licht noch sehen, von Not bin ich befreiet, dein Schutz hat mich erneuet. 5. Du willst ein Opfer haben, hier bring ich meine Gaben: mein Weihrauch und mein Widder sind mein Gebet und Lieder. | 6. Die wirst du nicht verschmähen; du kannst ins Herze sehen; denn du weißt, dass zur Gabe ich ja nichts Bessers habe. 7. So wollst du nun vollenden dein Werk an mir und senden, der mich an diesem Tage auf seinen Händen trage. 8. Sprich Ja zu meinen Taten, hilf selbst das Beste raten; den Anfang, Mitt und Ende, ach Herr, zum Besten wende. 9. Mich segne, mich behüte, mein Herz sei deine Hütte, dein Wort sei meine Speise, bis ich gen Himmel reise. |

## Melodie
Das Lied wird gesungen auf die Melodie Nun lasst uns Gott dem Herren (EG 320). Sie stammt vermutlich von Balthasar Musculus aus dessen um 1575 gedruckter, aber verlorengegangener Sammlung Fünfunddreißig kurze christliche Gesänglein. Die älteste überlieferte Quelle der Melodie ist Nikolaus Selneckers Gesangbuch Christliche Psalmen, Lieder und Kirchengesänge von 1587. Dem Neujahrslied Nun lasst uns gehn und treten (EG 58), ebenfalls von Paul Gerhardt, ist die gleiche Melodie unterlegt.

## Verschiedenes
Das Lied steht unter anderem im Evangelischen Gesangbuch (EG) unter Nummer 446, im Evangelisch-reformierten Gesangbuch der deutschsprachigen Schweiz unter Nummer 568 und im Freikirchlichen Gesangbuch Feiern & Loben unter Nummer 461. Im bis in die 1990er Jahre gültigen Evangelischen Kirchengesangbuch wurde das Lied unter der Nummer 348 geführt. Es war auch Bestandteil des bis 1951 gültigen Gesangbuchs der evangelisch-protestantischen Kirche in Baden, wo es unter Nummer 345 verzeichnet war.
Über die obige Textversion hinaus gibt es weitere Textfassungen. Die hier aufgeführte Neun-Strophen-Version ist die zur Zeit nach dem EG gängige und gebräuchliche Version.
Der Schlusssatz der Kantate Höchsterwünschtes Freudenfest BWV 194 von Johann Sebastian Bach („Sprich Ja zu meinen Taten“) bezieht sich auf einen Vers dieses Liedes.
In der Oper Der Wildschütz von Albert Lortzing wird der Anfang des Liedes von der Figur Baculus gesungen.